# Абишев, Медеу Ержанович
Медеу Ержанович Абишев — казахстанский учёный в области теоретической и ядерной физики, доктор физико-математических наук (2009), профессор, член-корреспондент НАН РК (2012).

## Биография
Родился в 1976 г. в г. Туркестан Южно-Казахстанской области.
Окончил Казахский национальный университет им. аль-Фараби по специальности «Физика» (1998, с отличием) и его аспирантуру (2001, с защитой кандидатской диссертации на тему: «Обоснование, интегрирование и исследование релятивистских уравнений вращательного движения тел в ОТО».
Работал там же на кафедре теоретической физики: старший преподаватель (2000—2005), доцент (2005—2008), заведующий кафедрой (2008—2011). С 2011 года по настоящее время заведующий кафедрой теоретической и ядерной физики.
С 2012 г. заведующий лабораторией теории относительности и гравитации НИИЭТФ.
С 2017 г. директор центра медицинской физики КазНУ.
Доктор физико-математических наук (2009), тема докторской диссертации «Исследование проблемы однозначности релятивистских уравнений движения в общей теории относительности». Профессор (2020).
Основные научные направления: общая теория относительности, релятивистская астрофизика, динамика сложных систем, медицинская физика, ядерная астрофизика, нелинейная электродинамика, численная гравитация.
Решил проблему однозначности уравнений движения протяженных тел в общей теории относительности.
Автор более 90 научных работ, в том числе нескольких учебных пособий. Работы:
- On the stability with respect to orbital vector elements in GR mechanics. Gravitation&Cosmology. — 2006. — No. 1(45). — рр. 41-43.
- The ideas of GR, quantization, non-equilibrium thermodynamics and gravimagnetism in planetary cosmogony. Gravitation&Cosmology. — 2006. — No. 1 (45). — Р. 37-40.
- The Ideas of GR, Quantization, Non-equilibrium Thermodynamics and Gravimagnetism in Planetary Cosmogony. Proceedings of the 11th Marcel Grossmann Meeting on General 4. Relativity, edited by H. Kleinert, R.T. Jantzen and R. Ruffini, World Scientific, Singapore, 2008. Part C, P. 2158—2169.
- On the Hypothesis of Gravimagnetism. Proceedings of the 11th Marcel Grossmann Meeting on General Relativity, edited by H. Kleinert, R.T. Jantzen and R. Ruffini, World Scientific, Singapore. — 2008. — Part C. — Р. 2110—2113.
- On the Uniqueness Problem for the Metric of the First Approximation in General-Relativistic Mechanics. ISSN 0202-2893, Gravitation and Cosmology, 2009, Vol. 15, No. 1, pp. 1–4. Pleiades Publishing, Ltd., 2009.

Член-корреспондент НАН РК (2012).